# Boeing 757

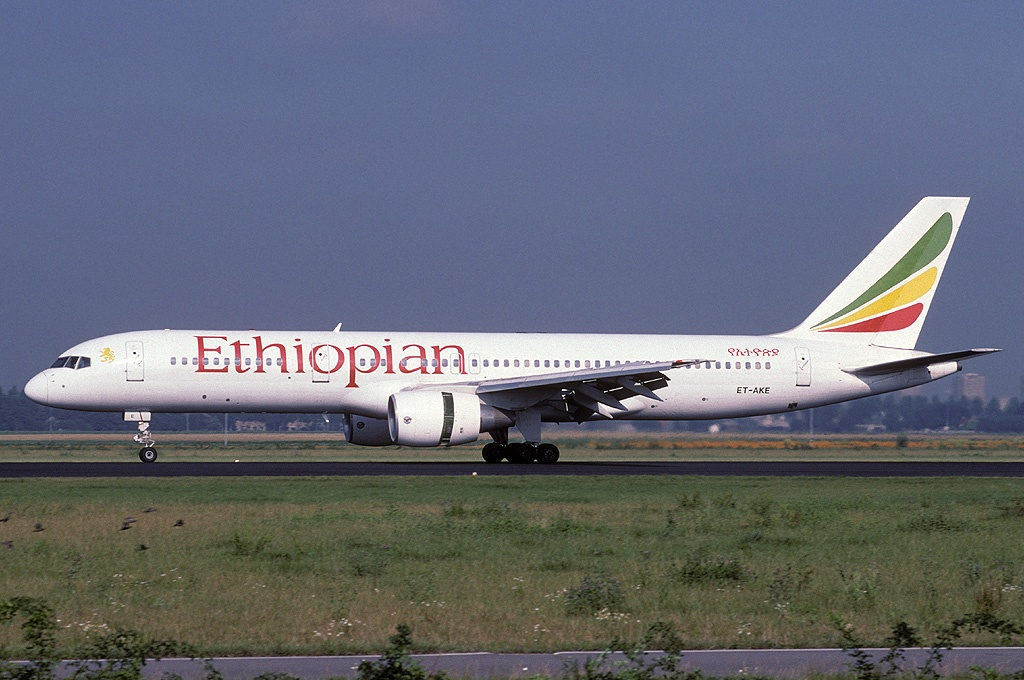
Een Boeing 757-200 van Ethiopian Airlines

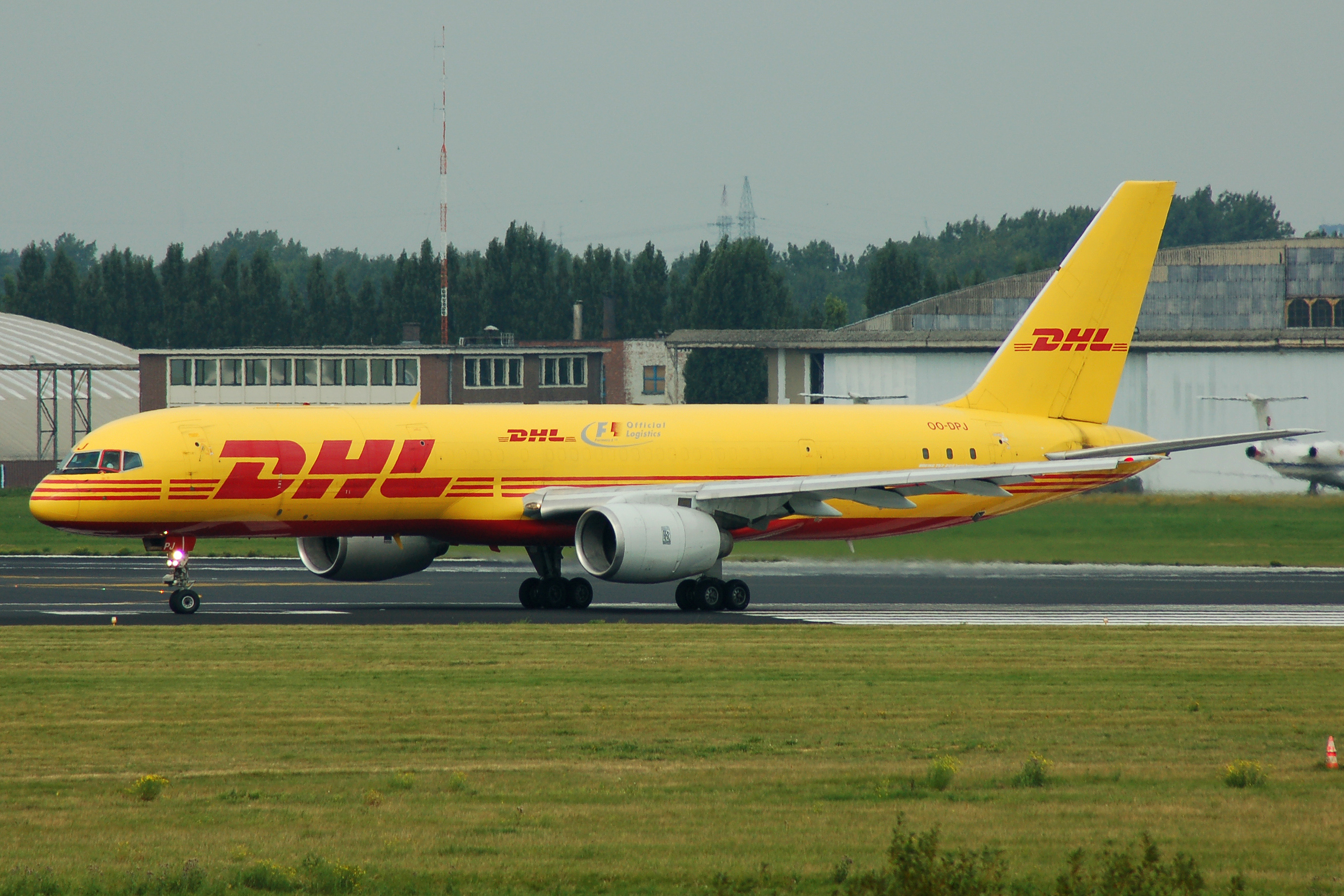
Een Boeing 757-200F van European Air Transport op Brussels Airport

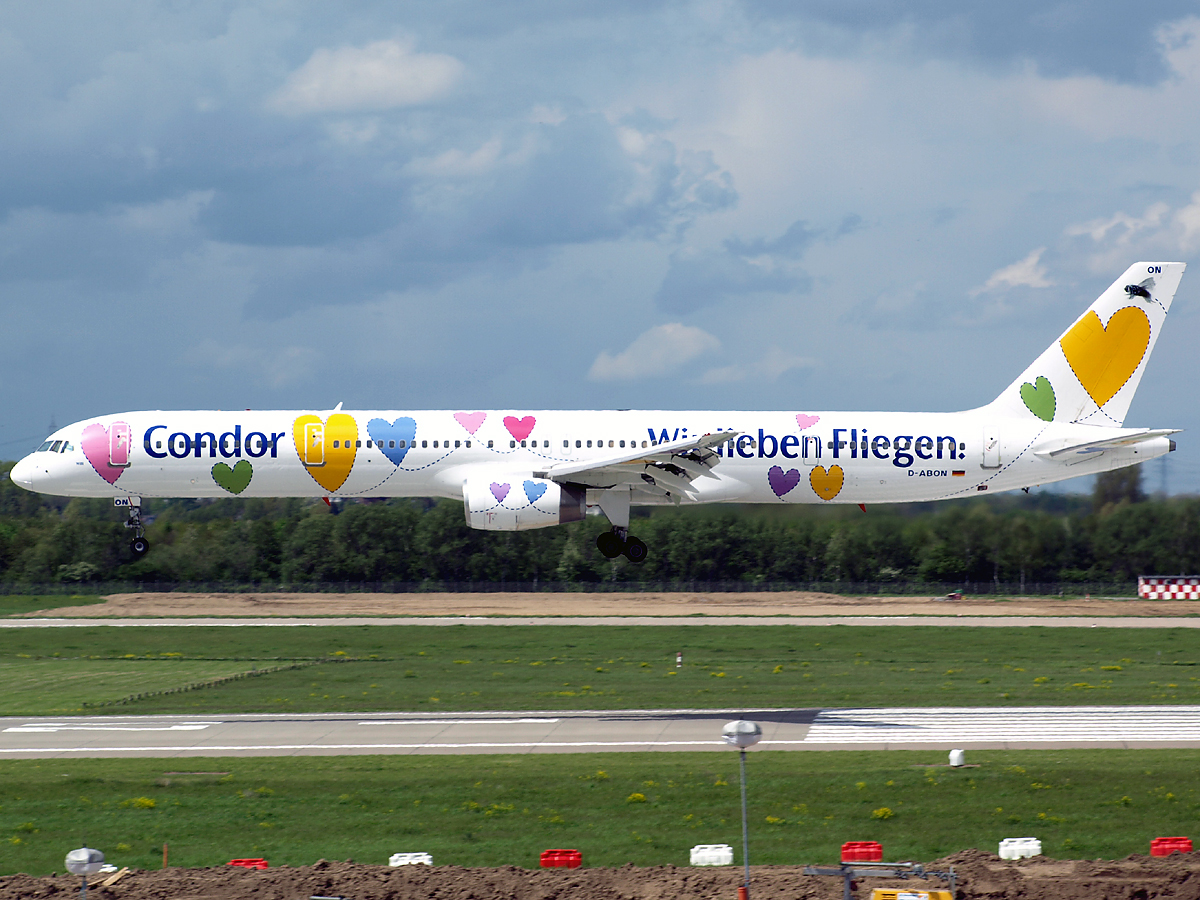
Een Boeing 757-300 van Condor

De Boeing 757 is een populair narrow-bodyvliegtuig van Boeing met een capaciteit van 180 tot 289 passagiers. Het toestel was bedoeld voor middellangeafstandsvluchten maar ook voor korte drukke routes. Tegenwoordig zetten luchtvaartmaatschappijen de 757 tevens in op trans-Atlantische vluchten.

## Geschiedenis
De Boeing 757 werd ontworpen als opvolger van de Boeing 727, waarvan het deels de rompopbouw heeft meegekregen. Het toestel werd samen met de Boeing 767 ontwikkeld, zodat piloten en onderhoudspersoneel in geringe tijd en kosten met beide toestellen kunnen werken. Er bestaan twee typen van, de 757-200 en de 757-300. Deze laatste is 7,1 meter langer.
Van de 757-200 bestond tevens een vrachtversie en veel oudere passagierstoestellen worden hiervoor omgebouwd en worden onder andere gebruikt door DHL en UPS. Daarnaast bestond nog een combi-versie, en ook zijn sommige 757-200's geleverd als VIP-transport (bijvoorbeeld de C-32 van de Amerikaanse luchtmacht) en als privé-vliegtuig, onder andere aan Microsoft-oprichter Paul Allen.
De motoren werden geleverd door 2 producenten: Rolls Royce of Pratt & Whitney.
De Boeing 757 maakte op 19 februari 1982 zijn eerste proefvlucht. De productie liep van 1982 tot 28 oktober 2004. Het laatste toestel was bestemd voor Shanghai Airlines. In totaal zijn er 1050 toestellen gebouwd. De taak van de 757 wordt in toenemende mate overgenomen door de Boeing 737-800 en -900/-900ER en door de Airbus A321.

## Klanten
De Amerikaanse maatschappij Eastern Airlines (die intussen failliet is gegaan) en het Britse British Airways waren de eerste afnemers van Boeing 757-200. Vooral in Verenigde Staten wordt veel met de 757 gevlogen, in Europa is het toestel altijd populair geweest bij chartermaatschappijen.
Het Duitse Condor, was een onderdeel van Thomas Cook AG, was de eerste klant die 13 Boeing 757-300's had besteld. De verlengde 757 bleek niet erg succesvol en uiteindelijk waren er niet voldoende orders om in productie te blijven. Er zijn slechts 55 stuks gebouwd.

### Grootste klanten
Op 15 mei 2025 waren de volgende luchtvaartmaatschappijen de grootste gebruikers van de Boeing 757:
- Delta Air Lines: 111
- FedEx Express: 87
- UPS Airlines: 75

### Nederland
Van 1993 tot 2003 maakten bij Transavia Airlines 4 stuks Boeing 757 deel uit van de vloot. Ze werden gebruikt voor drukke Europese vakantievluchten en verre vakantievluchten naar Nepal, Afrikaanse bestemmingen en Colombo in Sri Lanka. Martinair heeft tussen 2000 en januari 2004 van Air Holland twee Boeing 757's overgenomen (die vervolgens werden vervangen door een derde Airbus A320-200). DutchBird vloog vanaf 2000 met drie geleasede Boeing 757's, afkomstig van Condor, naar drukke Europese vakantiebestemmingen. DutchBird is in 2005 failliet gegaan.
In 1988 was Air Holland de eerste Nederlandse maatschappij die de nieuwe Boeing 757 in gebruik nam. De vloot bestond uit drie toestellen die gloednieuw vanaf de Boeing-fabriek werden ingevlogen naar Amsterdam. Later breidde Air Holland de vloot nog uit met 1 nieuwe Boeing 757, uitgerust met 214 stoelen met veel beenruimte.
Transavia huurde tijdens de zomerdrukte van 2007 één 757 van luchtvaartmaatschappij Air Finland.
ArkeFly huurde tijdens de zomer van 2009 één Boeing 757 van SkyService.

### België
ASL Airlines Belgium had drie Boeing 757's in dienst. European Air Transport had 15 Boeing 757's in dienst.

## Typen
- Boeing 757-100 (prototype)
- Boeing 757-200
- Boeing 757-200F
- Boeing 757-300

## Specificaties
|                                                    |                                                    | Boeing 757                             |                                        |                       |
| 757-200                                            | 757-200F                                           | 757-300                                |                                        |                       |
| Interieur                                          |                                                    |                                        |                                        |                       |
| Interieurlengte                                    | Interieurlengte                                    | 36,09 m                                | 36,09 m                                | 43,21 m               |
| Interieurbreedte                                   | Interieurbreedte                                   | 3,54 m                                 | 3,54 m                                 | 3,54 m                |
| Aantal stoelen                                     |                                                    |                                        |                                        |                       |
| Maximum                                            | 234                                                | n.v.t                                  | 289                                    |                       |
| 2 klassen                                          | 200                                                | n.v.t                                  | 243                                    |                       |
| Meest gebruikte stoelconfiguratie in economy class | Meest gebruikte stoelconfiguratie in economy class | n.v.t                                  | 3-3                                    | 3-3                   |
|                                                    |                                                    | Afmetingen                             |                                        |                       |
| Lengte                                             | Lengte                                             | 47,32 m                                | 47,32 m                                | 54,47 m               |
| Hoogte                                             | Hoogte                                             | 13,56 m                                | 13,56 m                                | 13,56 m               |
| Spanwijdte                                         | Spanwijdte                                         | 38,05 m                                | 38,05 m                                | 38,05 m               |
| Vleugeloppervlak                                   | Vleugeloppervlak                                   | 181,25 m2                              | 181,25 m2                              | 181,25 m2             |
| Vleugelhoek                                        | Vleugelhoek                                        | 25°                                    | 25°                                    | 25°                   |
| Wielbasis                                          | Wielbasis                                          | 22,20 m                                | 22,20 m                                | 25,60 m               |
|                                                    |                                                    | Gewicht                                |                                        |                       |
| Leeggewicht                                        | Leeggewicht                                        | 57.840 kg                              | 57.840 kg                              | 64.590 kg             |
| Maximaal startgewicht                              | Maximaal startgewicht                              | 115.680 kg                             | 115.680 kg                             | 123.600 kg            |
|                                                    |                                                    | Motoren (x2)                           |                                        |                       |
| Producent, type en stuwkracht                      |                                                    |                                        |                                        |                       |
| Pratt & Whitney                                    | PW2037, PW2040 of PW2043 171-194,54 kN             | PW2037, PW2040 of PW2043 171-194,54 kN | PW2037, PW2040 of PW2043 171-194,54 kN |                       |
| Rolls-Royce                                        | RB211 191,71 kN                                    | RB211 191,71 kN                        | RB211 191,71 kN                        |                       |
|                                                    |                                                    | Snelheid                               |                                        |                       |
| Kruissnelheid                                      | Kruissnelheid                                      | Mach 0,80 (850 km/u)                   | Mach 0,80 (850 km/u)                   | Mach 0,80 (850 km/u)  |
|                                                    |                                                    | Vlieghoogte                            |                                        |                       |
| Kruishoogte                                        | Kruishoogte                                        | 10.660 m                               | 10.660 m                               | 10.660 m              |
| Maximale hoogte                                    | Maximale hoogte                                    | 12.800 m                               | 12.800 m                               | 12.800 m              |
|                                                    |                                                    | Overige                                |                                        |                       |
| Reikwijdte bij volledige belading                  | Reikwijdte bij volledige belading                  | 7.222 km WL: 7.600 km                  | 5.834 km                               | 6.287 km WL: 6.658 km |
| Benodigde startbaanlengte bij volledige belading   | Benodigde startbaanlengte bij volledige belading   | 2.910 m                                | 2.910 m                                | 2.900 m               |
| Maximale hoeveelheid brandstof                     | Maximale hoeveelheid brandstof                     | 43.490 l                               | 42.680 l                               | 43.400 l              |

## Trivia
- De 45ste Amerikaanse president Donald J. Trump maakte voor zijn inauguratie gebruik van een 757-200 die hij had omgedoopt tot Trump Force One.
- In 2004 maakte de Amerikaanse presidentskandidaat John Kerry gebruik van een gehuurde 757-200 die Freedom Bird werd genoemd.
- Iron Maiden-zanger Bruce Dickinson fungeerde zelf als piloot van een tot 'Ed Force One' omgedoopte 757. Naast de bandleden vervoerde hij 60 crewleden en 12 ton aan materiaal.